# Ron Crawford
Ron Crawford (Tampa, 11 ottobre 1945) è un attore statunitense.

## Filmografia

### Cinema
- Home of Angels, regia di Nick Stagliano (1994)
- Arthur e il popolo dei Minimei (Arthur et les Minimoys), regia di Luc Besson (2006)
- Storia di Natale (Joulutarina), regia di Juha Wuolijoki (2007)
- Our Feature Presentation, regia di Gardner Loulan (2008)
- Arthur e la vendetta di Maltazard (Arthur et la vengeance de Maltazard), regia di Luc Besson (2009)
- Stingray Sam, regia di Cory McAbee (2009)
- Arthur e la guerra dei due mondi (Arthur et la guerre des deux mondes), regia di Luc Besson (2010)

### Televisione
- Ed – serie TV, 1 episodio
- Spin City – serie TV, 1 episodio
- La direttrice (The Chair) – serie TV, 6 episodi (2021)